# Israel Reyes
Israel Reyes Romero (Autlán de Navarro, 23 maggio 2000) è un calciatore messicano, centrocampista dell'América e della nazionale messicana.

## Caratteristiche tecniche
È un centrocampista difensivo.

## Carriera
Cresciuto nel settore giovanile dell'Atlas, debutta in prima squadra il 31 luglio 2019 in occasione dell'incontro di Copa MX pareggiato 1-1 contro il Pachuca; nel 2020 viene ceduto al prestito al Puebla, che al termine della stagione lo acquista a titolo definitivo.

## Statistiche

### Presenze e reti nei club
Statistiche aggiornate al 21 luglio 2025.
| Stagione        | Squadra         | Campionato      | Campionato | Campionato | Coppe nazionali | Coppe nazionali | Coppe nazionali | Coppe continentali | Coppe continentali | Coppe continentali | Altre coppe | Altre coppe | Altre coppe | Totale | Totale |
| Stagione        | Squadra         | Comp            | Pres       | Reti       | Comp            | Pres            | Reti            | Comp               | Pres               | Reti               | Comp        | Pres        | Reti        | Pres   | Reti   |
| --------------- | --------------- | --------------- | ---------- | ---------- | --------------- | --------------- | --------------- | ------------------ | ------------------ | ------------------ | ----------- | ----------- | ----------- | ------ | ------ |
| 2019-2020       | Atlas           | LMX             | 1          | 0          | CM              | 3               | 0               |                    | -                  | -                  |             | -           | -           | 4      | 0      |
| 2020-2021       | Puebla          | LMX             | 19         | 0          | -               | -               | -               |                    | -                  | -                  |             | -           | -           | 19     | 0      |
| 2021-2022       | Puebla          | LMX             | 37         | 3          | -               | -               | -               |                    | -                  | -                  |             | -           | -           | 37     | 3      |
| 2022-gen. 2023  | Puebla          | LMX             | 20         | 3          | -               | -               | -               |                    | -                  | -                  |             | -           | -           | 20     | 3      |
| Totale Puebla   | Totale Puebla   | Totale Puebla   | 76         | 6          |                 | -               | -               |                    | -                  | -                  |             | -           | -           | 76     | 6      |
| gen.-giu. 2023  | América         | LMX             | 17         | 0          | -               | -               | -               |                    | -                  | -                  |             | -           | -           | 17     | 0      |
| 2023-2024       | América         | LMX             | 29         | 1          | -               | -               | -               | CCL                | 7                  | 0                  | LC          | 4           | 0           | 40     | 1      |
| 2024-2025       | América         | LMX             | 41         | 2          | -               | -               | -               | CCC                | 3                  | 0                  | LC+CmC      | 3+1         | 0+0         | 48     | 2      |
| 2025-2026       | América         | LMX             | 1          | 0          | -               | -               | -               | -                  | -                  | -                  | LC+CdC      | 0+1         | 0+0         | 2      | 0      |
| Totale América  | Totale América  | Totale América  | 88         | 3          |                 | -               | -               |                    | 10                 | 0                  |             | 9           | 0           | 97     | 3      |
| Totale carriera | Totale carriera | Totale carriera | 165        | 9          |                 | 3               | 0               |                    | 10                 | 0                  |             | 9           | 0           | 187    | 9      |

### Cronologia presenze e reti in nazionale
| Cronologia completa delle presenze e delle reti in nazionale ― Messico | Cronologia completa delle presenze e delle reti in nazionale ― Messico | Cronologia completa delle presenze e delle reti in nazionale ― Messico | Cronologia completa delle presenze e delle reti in nazionale ― Messico | Cronologia completa delle presenze e delle reti in nazionale ― Messico | Cronologia completa delle presenze e delle reti in nazionale ― Messico | Cronologia completa delle presenze e delle reti in nazionale ― Messico | Cronologia completa delle presenze e delle reti in nazionale ― Messico |
| Data                                                                   | Città                                                                  | In casa                                                                | Risultato                                                              | Ospiti                                                                 | Competizione                                                           | Reti                                                                   | Note                                                                   |
| ---------------------------------------------------------------------- | ---------------------------------------------------------------------- | ---------------------------------------------------------------------- | ---------------------------------------------------------------------- | ---------------------------------------------------------------------- | ---------------------------------------------------------------------- | ---------------------------------------------------------------------- | ---------------------------------------------------------------------- |
| 9-12-2021                                                              | Austin                                                                 | Messico                                                                | 2 – 2                                                                  | Cile                                                                   | Amichevole                                                             | -                                                                      | 65’                                                                    |
| 28-4-2022                                                              | Orlando                                                                | Messico                                                                | 0 – 3                                                                  | Guatemala                                                              | Amichevole                                                             | -                                                                      | 43’ 45’                                                                |
| 12-6-2022                                                              | Torreón                                                                | Messico                                                                | 3 – 0                                                                  | Suriname                                                               | CONCACAF Nations League 2022-2023 - 1º turno                           | 1                                                                      |                                                                        |
| 24-3-2023                                                              | Paramaribo                                                             | Suriname                                                               | 0 – 2                                                                  | Messico                                                                | CONCACAF Nations League 2022-2023 - 1º turno                           | -                                                                      |                                                                        |
| 20-4-2023                                                              | Phoenix                                                                | Stati Uniti                                                            | 1 – 1                                                                  | Messico                                                                | Amichevole                                                             | -                                                                      |                                                                        |
| 7-6-2023                                                               | Mazatlán                                                               | Messico                                                                | 2 – 0                                                                  | Guatemala                                                              | Amichevole                                                             | -                                                                      | 72’                                                                    |
| 10-6-2023                                                              | San Diego                                                              | Messico                                                                | 2 – 2                                                                  | Camerun                                                                | Amichevole                                                             | 1                                                                      |                                                                        |
| 16-6-2023                                                              | East Rutherford                                                        | Stati Uniti                                                            | 3 – 0                                                                  | Messico                                                                | CONCACAF Nations League 2022-2023 - Semifinale                         | -                                                                      | 59’                                                                    |
| 18-6-2023                                                              | Paradise                                                               | Panama                                                                 | 0 – 1                                                                  | Messico                                                                | CONCACAF Nations League 2022-2023 - Finale 3º posto                    | -                                                                      | 84’                                                                    |
| 24-6-2023                                                              | Houston                                                                | Messico                                                                | 4 – 0                                                                  | Honduras                                                               | Gold Cup 2023 - 1º turno                                               | -                                                                      | 80’                                                                    |
| 29-6-2023                                                              | Glendale                                                               | Haiti                                                                  | 1 – 3                                                                  | Messico                                                                | Gold Cup 2023 - 1º turno                                               | -                                                                      | 79’                                                                    |
| 2-7-2023                                                               | Santa Clara                                                            | Messico                                                                | 0 – 1                                                                  | Qatar                                                                  | Gold Cup 2023 - 1º turno                                               | -                                                                      |                                                                        |
| 8-7-2023                                                               | Arlington                                                              | Messico                                                                | 2 – 0                                                                  | Costa Rica                                                             | Gold Cup 2023 - Quarti di finale                                       | -                                                                      | 90+1’                                                                  |
| 16-7-2023                                                              | Inglewood                                                              | Messico                                                                | 1 – 0                                                                  | Panama                                                                 | Gold Cup 2023 - Finale                                                 | -                                                                      | 90+2’                                                                  |
| 8-6-2024                                                               | College Station                                                        | Messico                                                                | 2 – 3                                                                  | Brasile                                                                | Amichevole                                                             | -                                                                      |                                                                        |
| 26-6-2024                                                              | Inglewood                                                              | Venezuela                                                              | 1 – 0                                                                  | Messico                                                                | Coppa America 2024 - 1º turno                                          | -                                                                      | 46’                                                                    |
| 7-9-2024                                                               | Pasadena                                                               | Messico                                                                | 3 – 0                                                                  | Nuova Zelanda                                                          | Amichevole                                                             | -                                                                      |                                                                        |
| 15-11-2024                                                             | San Pedro Sula                                                         | Honduras                                                               | 2 – 0                                                                  | Messico                                                                | CONCACAF Nations League 2024-2025 - Quarti di finale                   | -                                                                      |                                                                        |
| 20-3-2025                                                              | Inglewood                                                              | Canada                                                                 | 0 – 2                                                                  | Messico                                                                | CONCACAF Nations League 2024-2025 - Semifinale                         | -                                                                      | 71’                                                                    |
| 23-3-2025                                                              | Inglewood                                                              | Messico                                                                | 2 – 1                                                                  | Panama                                                                 | CONCACAF Nations League 2024-2025 - Finale                             | -                                                                      |                                                                        |
| 10-6-2025                                                              | Chapel Hill                                                            | Messico                                                                | 1 – 0                                                                  | Turchia                                                                | Amichevole                                                             | -                                                                      |                                                                        |
| 14-6-2025                                                              | Inglewood                                                              | Messico                                                                | 3 – 2                                                                  | Rep. Dominicana                                                        | Gold Cup 2025 - 1º turno                                               | -                                                                      | 46’                                                                    |
| 18-6-2025                                                              | Arlington                                                              | Suriname                                                               | 0 – 2                                                                  | Messico                                                                | Gold Cup 2025 - 1° turno                                               | -                                                                      |                                                                        |
| 6-7-2025                                                               | Houston                                                                | Stati Uniti                                                            | 1 – 2                                                                  | Messico                                                                | Gold Cup 2025 - Finale                                                 | -                                                                      | 86’                                                                    |
| Totale                                                                 |                                                                        | Presenze                                                               | 23                                                                     |                                                                        | Reti                                                                   | 2                                                                      |                                                                        |

## Palmarès

### Club
- Campionato messicano: 1

América: Apertura 2024

### Nazionale
- Gold Cup: 2

2023, 2025